# Fermi–Dirac-statisztika
A fizikában a Fermi–Dirac-statisztika (F–D-statisztika) leírja a részecskék energiaállapotát egy rendszerben, amely azonos részecskékből áll a Pauli-elv alapján.
Az elnevezést Enrico Fermi és Paul Dirac fizikusokról kapták, akik egymástól függetlenül fedezték fel.
Az F-D-statisztika termikus egyensúlyban lévő rendszerekben lévő félegész spinnel rendelkező részecskékre (fermionok) vonatkozik. További feltételezés, hogy ezek a részecskék egymással elhanyagolható kölcsönhatásban vannak. Ez lehetővé teszi a sok részecskéből álló rendszerek leírását egyedi részecskék energiaállapotával.
A F-D-statisztika szerint két részecske nem lehet azonos állapotban, ez jelentős hatással van a rendszer tulajdonságaira.
A leggyakrabban elektronokra alkalmazzák, melyek ½ spinnel rendelkező fermionok.
Az F-D-statisztika része az általánosabb statisztikus mechanika és a kvantummechanika elméletének.

## Történet
Az F-D-statisztika 1926-ban történő bevezetése előtt nehéz volt megérteni néhány jelenséget az elektronokkal kapcsolatban, azok ellentmondásossága miatt.
Például a fémek szobahőmérsékleten mért hőkapacitásánál 100-szor kevesebb elektront tapasztaltak, mint az elektromos áramnál.
Azt is nehéz volt megérteni, hogy a fémekre ható nagyenergiájú tér hatására keletkező emissziós áram miért majdnem független a hőmérséklettől.
Ezek a nehézségek abból adódtak, hogy 1926 előtt a klasszikus statisztikus elmélet szerint az elektronok mind egyformán viselkednek. Más szóval, azt hitték, hogy minden elektron a Boltzmann-állandó szerint járul hozzá a hőhöz.
Ez a statisztikai probléma megoldatlan maradt az F-D-statisztika felfedezéséig.
Az F-D-statisztikát először 1926-ban publikálta Enrico Fermi és Paul Dirac.
Pascual Jordan hasonló elméletet fejlesztett ki 1925-ben, melyet Pauli-statisztikának nevezett el, de ezt nem publikálta időben.
Az F-D-statisztikát először 1926-ban Raph Fowler alkalmazta, amikor leírta egy csillag összeomlását fehér törpévé.
Arnold Sommerfeld az elektronokra alkalmazta az elméletet 1928-ban, Fowler és Nordheim az elektromos tér hatására történő elektronemisszióra alkalmazta az elméletet.
A Fermi–Dirac-statisztika fontos részévé vált a fizikának.

## Fermi–Dirac-eloszlás
Az energiaszintek betöltöttségének valószínűségét a Fermi-Dirac-eloszlási függvény határozza meg.
Azoknál a rendszereknél, melyek azonos fermionokat tartalmaznak, a fermionok számát a Fermi–Dirac-eloszlás adja meg:
{\displaystyle {\bar {n}}_{i}={\frac {1}{e^{(\epsilon _{i}-\mu )/kT}+1}}}
ahol k a Boltzmann-állandó, T az abszolút hőmérséklet, {\displaystyle \epsilon _{i}\ } egy {\displaystyle i} állapotú egyedi részecske energiája, és {\displaystyle \mu \ } a kémiai potenciál.
T = 0-nál a kémiai potenciál egyenlő a Fermi-energiával (Fermi-szint).
Az F-D-eloszlás csak akkor érvényes a fermionok számának kiszámítására, ha a rendszer elég nagy, azaz egy plusz fermion hozzáadása elhanyagolható hatással van a {\displaystyle \mu \ }-re.
Mivel az F-D-eloszlás a Pauli-elvből származik, mely csak egy elektront enged meg minden egyes állapotban, az eredmény {\displaystyle 0<{\bar {n}}_{i}<1}.
A sakkjátékkal történő összehasonlításban egy mezőben csak egy figura lehet, azaz a sakkfigurák átlagos száma négyzetenként nem lehet 1-nél nagyobb.)

### Fermi-szint
Félvezetőkben lévő elektronoknál a {\displaystyle \mu \ } -t Fermi-szintnek is hívják.
A Fermi-szint az az energiaérték, ahol az elektronnal és lyukkal való betöltöttség valószínűsége megegyezik.
A vezetőkben a Fermi-szint a vezetési sávban (lásd energiasávok), a szigetelőkben a vegyértéksávban van, félvezetők esetében pedig a vezetési sáv és a vegyértéksáv közé esik. Az abszolút nulla hőmérsékleten az elektronok betöltik az energiaszinteket a Fermi-szintig, de a magasabb szintek nincsenek betöltve.
Az intrinsic félvezető Fermi-szintje gyakorlatilag a tiltott sáv közepén helyezkedik el.
N típusú félvezetőben a Fermi-szint a tiltott sáv felső felében, p típusú félvezetőben a tiltott sáv alsó felében helyezkedik el. Az adalékolás növelésével a Fermi-szint a sávszélek felé mozdul el, a hőmérséklet növekedésével fordítva, a sáv közepe felé mozdul.

F-D eloszlás, energia függés

F-D eloszlás, hőmérséklet függés